# Haljala socken
Haljala socken (estniska: Haljala kihelkond, tyska: Kirchspiel Haljall) var en socken i det historiska landskapet Wierland (Virumaa). Socknens kyrkby var Haljala (tyska: Haljall).